# 桑图瓦地区鲁夫尔
桑图瓦地区鲁夫尔（法語：Rouvres-en-Xaintois）是法国大东部大区孚日省的一个市镇，属于讷沙托区和米尔库尔县。该市镇2009年时的人口为277人。

## 人口
桑图瓦地区鲁夫尔人口变化图示
| 数据来源：INSEE |